# Preparctia
Preparctia is een geslacht van vlinders van de familie spinneruilen (Erebidae), uit de onderfamilie Arctiinae.

## Soorten
- P. buddenbrocki Kotsch, 1929
- P. hannyngtoni Hampson, 1910
- P. mirifica Oberthür, 1892
- P. romanowi Grum-Grshimailo, 1891